# ویلیام هیوسن
ویلیام هیوسن (به انگلیسی: William Hewson)،(زاده ۱۴ نوامبر ۱۷۳۹ – درگذشته ۱ مه ۱۷۷۴) جراح، کالبدشناس و فیزیولوژیست بریتانیایی بود، که گاهی‌اوقات به عنوان پدر خون‌شناسی به او اشاره می‌شود.